# Андерегг, Елена Фердинандовна
Еле́на Фердина́ндовна А́ндерегг (9 августа 1920 года, Владикавказ — 1 декабря 2008 года, Санкт-Петербург) — советская и российская актриса театра и кино.

## Биография
Елена Андерегг родилась 9 августа 1920 года во Владикавказе. Дед — екатеринославский промышленник Фердинанд Георгиевич Андерегг, владелец нескольких объектов недвижимости и кирпичного завода. Отец — Фердинанд Фердинандович (1890—1921) — окончил горный и технологический институты, работал на Алагирском заводе. Мать, Елена Дмитриевна Корноушенко (1900—1940), была медицинским работником. Старший брат — Георгий.
В 1924 году семья переехала в Ленинград, где Елена Андерегг окончила школу пластического танца имени Айседоры Дункан.
Будучи студенткой Ленинградского театрального института по классу актёрского мастерства у профессора Бориса Зона (окончила в 1942 году), осталась в городе во время войны и пережила блокаду, служа в Ленинградском академическом Большом драматическом театре имени М. Горького (БДТ) с 1943 по 1947 годы. Среди её партнёров в театре, начиная с 1946 года, был Бруно Фрейндлих. Послевоенное время стало не самым лучшим в истории БДТ, поэтому многие актёры и режиссёры покидали труппу.
В 1947 году художником и президентом Академии художеств СССР Владимиром Серовым был написан портрет актрисы.
С 1950 года Е. Ф. Андерегг работала в Театре комедии.
С 1956 года Елена Андерегг — актриса Ленинградского драматического театра имени В. Ф. Комиссаржевской.
С 1970 года — актриса театра-студии киноактёра при «Ленфильме», активно снималась в кинофильмах студии.
В журнале «Звезда» в 2008 году (№ 2) были опубликованы её «Маленькие рассказы» — воспоминания о блокадном времени.
Умерла 1 декабря 2008 года в Санкт-Петербурге. Похоронена на Серафимовском кладбище.

## Творчество

### Театральные работы
- «Мещане» (М. Горький) — Татьяна
- «Много шума из ничего» (У. Шекспир) — Беатриче
- «Сотворение мира» (Н. Погодин) — Нонна
- «Дорога в Нью-Йорк» (Л. Малюгин) — Дэвис
- «Русский вопрос» (К. Симонов)
- «Волки и овцы» (А. Островский) — Глафира
- «Милый друг» (Г. Мопассан) — Рашель
- «Дамоклов меч»
- «Миллионерша»
- «Светите звёзды»
- «Цимбелин»
- «Мятеж неизвестных»
- «Воскресенье»
- «Раскрытое окно»
- «Бабочка-бабочка»
- «Спокойной ночи, мама»

### Фильмография
- 1971 — Прощание с Петербургом — эпизод
- 1972 — Боба и слон — бабушка Бобы
- 1972 — Звезда в ночи — эпизод
- 1972 — Меченый атом — сотрудница отдела кадров на ж/д
- 1972 — Пятая четверть — эпизод
- 1972 — Табачный капитан — Ненила Варфоломеевна Свиньина, боярыня
- 1973 — А вы любили когда-нибудь? — Никольская, мама Оли
- 1974 — Ещё не вечер — Полина Александровна Николаева, художница
- 1975 — Воздухоплаватель — Анна Ивановна Пташникова
- 1975 — Одиннадцать надежд — Зоя Сергеевна Миронова, врач
- 1975 — Шаг навстречу — дворник
- 1976 — Весёлое сновидение, или Смех и слёзы — Двойка Пик
- 1977 — Ждите меня, острова! — врач
- 1978 — Поздняя встреча — жена друга Наташи
- 1978 — Соль земли — гостья Марьи Григорьевны
- 1978 — Уходя — уходи — бухгалтер
- 1978 — Человек, которому везло — Нина Васильевна, секретарь Торокина
- 1979 — Летучая мышь — эпизод
- 1979 — Пани Мария — Ядвига Кондёрская
- 1980 — Сицилианская защита — сотрудник музея
- 1981 — Ночь на четвёртом круге — диспетчер
- 1981 — Пропавшие среди живых — директор ресторана
- 1983 — Обрыв — гостья
- 1983 — Скорость — эпизод
- 1984 — Букет мимозы и другие цветы — Маша, подруга Екатерины Терентьевны
- 1989 — Лёгкие шаги — Фёкла Никитична Фетяска
- 1992 — Алмазы шаха — Любовь Александровна
- 1992 — Освящение храма
- 1993 — Мне скучно, бес — эпизод
- 1997 — Пассажирка
- 2001 — По имени Барон — эпизод
- 2001 — Тайны следствия-1 — Анна Леонидовна Богунец
- 2007 — Омут — Вилена Марксеновна